# محمد الحايك
محمد شفيق الحايك لاعب كرة قدم سعودي ، يلعب في خط الوسط و الدفاع.

## مسيرة اللاعب
كانت بداياته مع نادي الخليج و أعاره نادي الخليج في صيف 2015 إلى نادي الاتفاق و وقع مع نادي الترجي في عام 2016 .